# Исафјердир
Исафјердир (исл. Ísafjörður) је главни град региона Вествирдир на Исланду. Има 3.946 становника и насељен је још од IX века. Народни музеј града налази се у најстаријој кући на Исланду, која је сазидана 1734.